# Oconomowoc
Oconomowoc est une ville des États-Unis, située dans le comté de Waukesha, dans le Wisconsin.

## Personnalités
- Le bastketteur Len Chappell est mort à Oconomowoc.
- L'embryologiste Dorothea Rudnick est née à Oconomowoc.
- La musicienne Jane Wiedlin est née à Oconomowoc.

## Jumelages
- La localité d'Oconomowoc est jumelée avec Dietzenbach (Allemagne).

## Source
- (en) Cet article est partiellement ou en totalité issu de l’article de Wikipédia en anglais intitulé « Oconomowoc, Wisconsin » (voir la liste des auteurs).